# Vehicle de transferència automatitzat

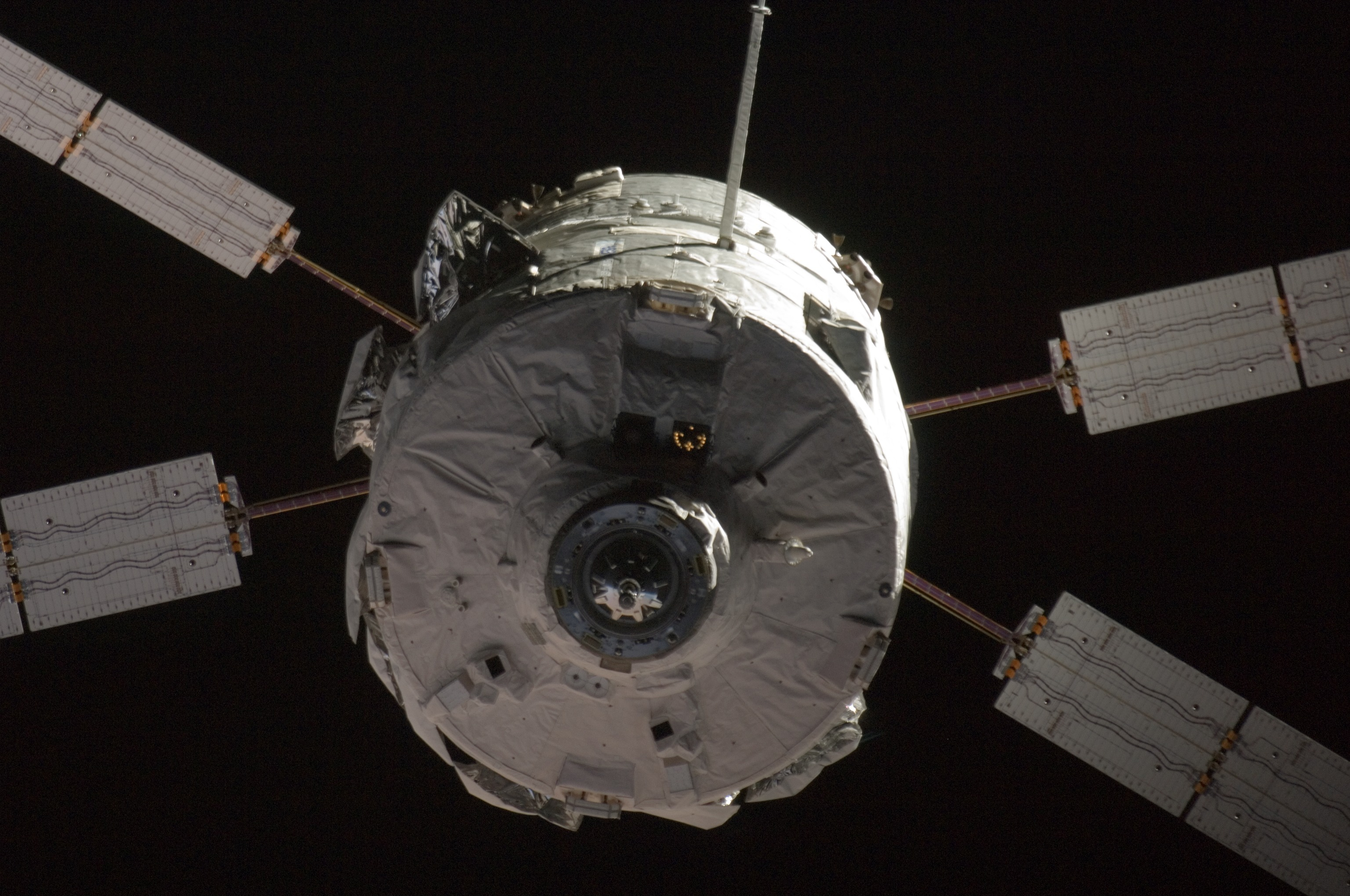
Aproximació del primer ATV, "Jules Verne", a l'ISS

Un vehicle de transferència automatitzat o ATV (Automated Transfer Vehicle) és una classe de nau espacial robòtica que assumeix les funcions d'abastament, la retirada de residus i l'elevació periòdica de l'Estació Espacial Internacional (ISS). No porta tripulants. El vehicle pertany a l'ESA (Agència Espacial Europea) i és fabricat per 38 companyies, sent el principal contractista EADS. Està prevista la fabricació de fins a 5 unitats ATV, depenent del temps de vida operacional de l'ISS.
El llançament de la primera d'aquestes naus, anomenada ATV-001 Jules Verne en honor de l'escriptor francès, es realitzà el dia 9 de març del 2008. S'acoblà amb èxit a l'ISS el 4 d'abril següent (després de realitzar diverses demostracions dels sistemes de navegació i seguretat) i se'n desacoblà el 9 de setembre, desintegrant-se a l'atmosfera terrestre el 29 de setembre.
La segona d'aquestes naus va ser batejada ATV-002 Johannes Kepler en honor del matemàtic i astrònom alemany del segle xvii. Va ser llançada el 17 de febrer de 2011, reentrant a l'atmosfera terrestre el juny del mateix any.
La tercera nau, anomenada ATV-003  Edoardo Amaldi , es va acoblar a la ISS el 29 de març de 2012. Va ser la nau més gran i amb més capacitat de càrrega de totes les naus europees llançades fins a la data, i va romandre acoblada a l'Estació Espacial per un període de 6 mesos.
La quarta nau, anomenada ATV-004  Albert Einstein , va ser llançada el 5 juny de 2013 i va ser reentrada a l'atmosfera el 28 d'octubre 2013.
Finalment, la cinquena i última nau, anomenada ATV-005  Georges Lemaître  va ser posada en òrbita el 29 de juliol de 2014 i la seva missió es va acabar el 15 de febrer de 2015.
El gener del 2013, la ESA i la NASA van anunciar un mòdul conjunt anomenat mòdul de servei derivat de Orion i ATV.

## Disseny

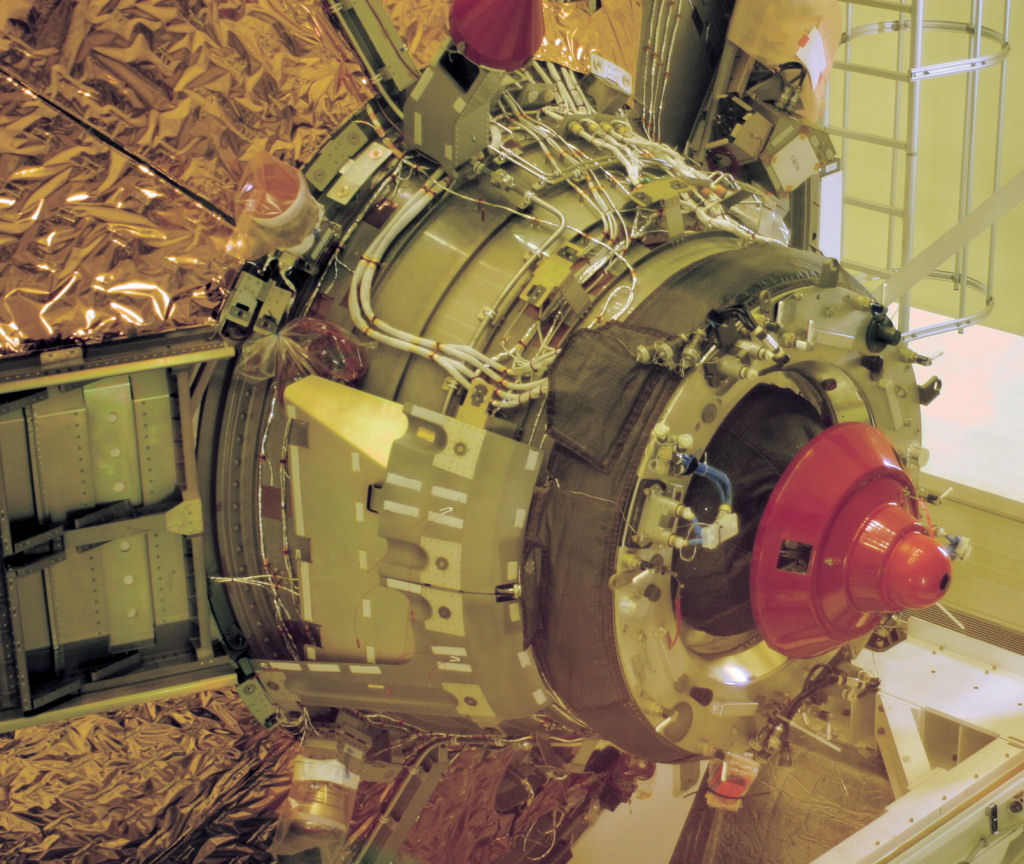
Detall de la zona d'acoblament de "Jules Verne"

Està integrat per tres elements fonamentals:
- El mòdul de propulsió.
- El pallol d'aviònica.
- El transportador de càrrega (Cargo Carrier), amb depòsits de gas per renovar l'atmosfera de l'ISS, aigua potable, ergols destinats al sistema de propulsió de l'ISS.

Les seves dimensions físiques:
- 9,79 m de longitud i 4,48 m de diàmetre.
- L'envergadura dels seus panells solars és de 22,28 m.
- La massa és de 10,4 Tm.
- La capacitat de càrrega és 7,5 Tm, i la de descàrrega de rebutjos de 6,3 Tm.

És automàtic, incloent-hi sistemes anticol·lisió de seguretat per l'acoblament amb l'Estació Espacial Internacional.

## Pla de vol
La nau és llançada mitjançant un coet Ariane 5 ES-ATV des del Port espacial de Kourou i injectada en una òrbita d'aproximació. Una vegada separada la nau del llançador, es posen en funcionament els sistemes de navegació, pilotatge i propulsió que orienten l'ATV cap al Sol. Després es despleguen els panells solars i l'antena de comunicació amb l'ISS, i finalment es duu a terme la transferència a l'òrbita de l'ISS, seguida de l'acoblament orbital. Inclòs el procediment d'atracada, el vol pot tenir una durada de fins a 5 dies. El vehicle pot romandre fins a 6 mesos a l'ISS.
A intervals regulars, l'ATV impulsarà l'ISS a una òrbita superior per compensar la caiguda provocada pel fregament amb les partícules procedents de l'atmosfera terrestre. Per aquestes maniobres, l'ATV utilitzaria unes 4,7 tones de combustible.
En acabar la missió, l'ATV es retira de l'ISS carregat de residus i aigües residuals. Prèviament activat i preparat per la sortida pel Centre de Control, l'ATV se separa i allunya de l'Estació de forma automàtica. El viatge de tornada arriba a la seva fi sobre el Pacífic amb la sortida d'òrbita i la desintegració del vehicle en entrar en contacte amb l'atmosfera terrestre.
Tot aquest pla de vol es gestiona des del CNES (Centre Nacional d'Estudis Espacials) de Tolosa (França).

## Plans de futur
A causa de l'èxit de la plataforma ATV, la imminent retirada el 2010 del sistema STS (programa del transbordador espacial) i també a la capacitat dels sistemes Progress i Soiuz, EADS Astrium ha suggerit diversificar l'ATV i crear basant-se en aquest una nova família de vehicles. Comptarien amb capacitat de reentrada atmosfèrica, tant per fer tornar materials de l'ISS com tripulació, i també capacitat de transport de personal cap a l'ISS. En un futur es podria abordar també possibles missions a la Lluna en un sistema similar al Orion que actualment desenvolupa la NASA.
Aquesta nova gamma de naus pot veure's recolzada en gran manera, primer, pel retard de tres anys anunciat pels contractistes de la NASA en el projecte Orion, i en segon lloc, per la fi el 2011 de la llei d'excepcions que empara la NASA, la qual permet, malgrat les restriccions americanes sobre el tema de transferències tecnològiques, intercanviar tecnologia i contractar serveis amb agències russes. Donada la situació política a Geòrgia, Polònia, i altres països, aquesta llei d'excepció molt probablement no serà renovada, cosa que donaria un avantatge als dissenys d'EADS Astrium fins a l'entrada en servei del sistema Orion.
En resposta a aquesta proposta, i en no arribar a acords amb l'agència russa Roskomos en el grau de participació en el programa Advanced Crew Transportation System, al novembre del 2008 el Consell de Ministres de l'ESA aprovà el programa ARV (Advanced Re-entry Vehicle, Vehicle de reentrada avançat), i el 7 de juliol de l'any següent s'encarrega a Astrium Space Transportation la direcció de l'estudi d'aquest programa. El pressupost d'aquest programa ascendeix a 21 milions d'euros, i inclou l'estudi sobre el transport de càrrega a l'ISS i la seva posterior tornada a la Terra. El primer vol hauria de ser possible el 2016.
El gener del 2013, la ESA i la NASA van anunciar un mòdul conjunt anomenat mòdul de servei derivat de Orion i ATV.

## Missions ATV
| Designació | Nom              | Data Llançament      | Data Acoblament ISS  | Data Reentrada         | Notes                       |
| ---------- | ---------------- | -------------------- | -------------------- | ---------------------- | --------------------------- |
| ATV-001    | Jules Verne      | 9 de març de 2008    | 3 d'abril de 2008    | 29 de setembre de 2008 | [ 8 ] [ 9 ]                 |
| ATV-002    | Johannes Kepler  | 16 de febrer de 2011 | 24 de febrer de 2011 | 21 de juny de 2011     | [ 10 ] [ 11 ]               |
| ATV-003    | Edoardo Amaldi   | 23 de març de 2012   | 28 de març de 2012   | 4 d'octubre de 2012    | [ 12 ] [ 13 ] [ 14 ] [ 15 ] |
| ATV-004    | Albert Einstein  | 5 de juny de 2013    | 15 de juny de 2013   | 28 d'octubre 2013      | [ 16 ]                      |
| ATV-005    | Georges Lemaître | 29 de juliol de 2014 | 12 d'agost de 2014   | 15 de febrer de 2015   | [ 17 ] [ 18 ]               |
|            |                  |                      |                      |                        |                             |